# Ixamatus lornensis
Ixamatus lornensis är en spindelart som beskrevs av Raven 1985. Ixamatus lornensis ingår i släktet Ixamatus och familjen Nemesiidae.
Artens utbredningsområde är New South Wales. Inga underarter finns listade i Catalogue of Life.